# Grand Prix Hassan II 2003
Il Grand Prix Hassan II 2003  è stato un torneo di tennis giocato sulla terra rossa.
È stata la 19ª edizione del Grand Prix Hassan II,
che fa parte della categoria International Series nell'ambito dell'ATP Tour 2003.
Si è giocato al Complexe Al Amal di Casablanca in Marocco, dal 7 aprile al 14 aprile 2003.

## Campioni

### Singolare
Julien Boutter ha battuto in finale  Younes El Aynaoui con il punteggio di 6–2, 2–6, 6–1

### Doppio
František Čermák /  Leoš Friedl hanno battuto in finale  Devin Bowen /  Ashley Fisher con il punteggio di 6–3, 7–5